# Birthday (álbum de ClariS)
Birthday é o primeiro álbum de estúdio da dubla japonesa ClariS. Foi lançado em 11 de abril de 2012 pela SME Records. O álbum contém doze músicas, das quais quatro foram lançadas anteriormente como singles.

## Lançamento e recepção
Birthday foi lançado em 11 de abril de 2012 em três edições: uma versão apenas com o CD, uma edição limitada de dois CDs e uma outra de CD+DVD. O CD da primeira edição limitada continha uma versão curta da canção "Anata ni Fit" e a música tema das figuras de plástico Nendoroid, "Nen-Do-Roido"; nessa versão, também estavam inclusas figuras da ClariS. O DVD continha os vídeos "Irony", "Connect" e "Naisho no Hanashi" sem créditos e um conjunto de comerciais de televisão da divulgação do trabalho. Em 9 de abril de 2012, na parada dos  Álbuns Semanais da Oricon, foi relatado que Birthday vendeu 53,909 cópias na primeira semana, ficando na segunda posição e permanecendo na lista por 28 semanas. Em maio de 2012, Birthday ganhou o Disco de Ouro pela  Recording Industry Association of Japan por ter vendido 100,000 cópias em um ano.

## Faixas
| N.º            | Título                                    | Duração |  |
| 1.             | "Sayonara wa Iwanai" (サヨナラは言わない) | 4:54    |  |
| 2.             | "Irony"                                   | 4:18    |  |
| 3.             | "Koi Jishaku" (恋磁石)                    | 4:52    |  |
| 4.             | "Memory" (メモリー)                       | 4:29    |  |
| 5.             | "Nexus"                                   | 4:51    |  |
| 6.             | "Flowery"                                 | 5:25    |  |
| 7.             | "Connect" (コネクト)                      | 4:30    |  |
| 8.             | "Promise" (プロミス)                      | 4:57    |  |
| 9.             | "Graduation"                              | 5:46    |  |
| 10.            | "Treasure"                                | 4:20    |  |
| 11.            | "Naisho no Hanashi" (ナイショの話)        | 4:21    |  |
| 12.            | "Zutto"                                   | 4:59    |  |
| Duração total: | Duração total:                            | 57:52   |  |